# Graham Dadds
Graham Bassett Dadds, född 16 mars 1911 i Swansea, död 8 mars 1980 i Swansea, var en brittisk landhockeyspelare.
Dadds blev olympisk bronsmedaljör i landhockey vid sommarspelen 1952 i Helsingfors.